# Manuel Paso Andrés
Manuel Paso Andrés (Madrid, 1909 - 23 de junio de 1987) fue un conocido autor y empresario teatral español.

## Biografía
Perteneció a una famosa familia del teatro, hijo de Antonio Paso y Cano y de la actriz Carmen Andrés. Tuvo compañía de revistas y operetas con las que viajó por España y América cosechando algunos éxitos. Durante toda su carrera el género de la revista y comedia musical ocupan todos sus esfuerzos creadores.

## Autor de obras teatrales
Entre sus obras más famosas están Llévame donde tú quieras (1943), Róbame esta noche (1947) con música de su cuñado Daniel Montorio, ¡Devuélveme mi señora! (1952), Mujeres de papel 1954 con D.Montorio, ¡Coja usted onda! en 1957 con José Ruiz Azagra y Tony Leblanc, Una mujer despechada (1965), ¡Usted sí que vale! o Serafín es un santo (1966), Y esta noche, ¿qué? (1966), Una viuda de estreno (1968), Una mujer para todos (1969).
Otras obras del autor fueron: Me matas con tu cariño, 1 hijo, dos hijos, tres hijos, ¡Anda con ella!, Conquistame, El baile del savoy, Tentación, Una viuda de estreno, Así no hay luna posible, Eres un sol...